# 希洛卡河
希洛卡河（西班牙語：Río Jiloca）是西班牙的河流，屬於埃布羅河流域的一部分，流經特魯埃爾省和薩拉戈薩省，河道全長126公里，流域面積2,957平方公里，平均流量每秒2.1立方米。